# Tappa inte sugen
Tappa inte sugen är en svensk musikalfilm från 1947 i regi av Lars-Eric Kjellgren. I huvudrollerna ses Nils Poppe och Annalisa Ericson.

## Handling
Handlingen kretsar kring en filminspelning. Nils Poppe spelar en statist som förgäves kämpar för att få sitt genombrott och bli upptäckt som skådespelare. 

## Om filmen
Filmen premiärvisades 22 december 1947. Som förlaga till filmen har man operetten Lady Behave (Behärska dig, kvinna) av Stanley Lupino och Edward Horans som uppfördes på Chinateatern i Stockholm 12 september 1946. Lars-Eric Kjellgren gjorde med filmen sin regidebut. 
Tappa inte sugen blev en omedelbar kassasuccé och räknas fortfarande som en av de bästa svenska dans- och musikalfilmerna. Det dansanta paret Poppe-Ericson jämfördes med Ginger Rogers och Fred Astaire. Deras jaquettnummer "Två små grå statister" med Poppe som tåspetsdansös har blivit en filmklassiker. Albert Gaubier gjorde koreografin till alla dansinslag i filmen.
Filmen är ännu inte utgiven på varken VHS eller DVD, men ingår i den kommande DVD-boxen Den Stora Nils Poppe-boxen Vol 2.

## Rollista i urval
- Nils Poppe - Pelle Olsson, statist
- Annalisa Ericson - Gulli von Lagerbaden
- Gaby Stenberg - Sonja Lind
- Ulla Sallert - Ylva Vendel
- Karl-Arne Holmsten - Allan Bergner
- Sigge Fürst - Albert "Abbe" Svensson
- Stig Järrel - Valle, manusförfattare
- Nils Jacobsson - Rudling, filmregissör
- Arne Lindblad - André, klädexpert
- Folke Hamrin - filmbolagsdirektör
- Ernst Brunman - Jack
- Carl-Axel Elfving - regiassistenten
- Margit Andelius - direktörens sekreterare
- Wiktor Andersson - ateljékamrern
- Lars Ekborg - telegrampojke

## Musik i filmen
- Beguine (Harris), kompositör Albert Harris, instrumental.
- Vad vet du om kärlek?, kompositör Albert Harris, text Gardar, sång Ulla Sallert
- Ett enda ord, kompositör Albert Harris, text Gardar, sång Gaby Stenberg och Karl-Arne Holmsten
- Ein Sommernachtstraum. Hochzeitmarsch (En midsommarnattsdröm. Bröllopsmarsch), kompositör Felix Mendelssohn-Bartholdy, instrumental.
- Två små grå statister, kompositör Albert Harris, text Gardar, sång Annalisa Ericson, dans Nils Poppe och Annalisa Ericson
- Sonjas boogie woogie, kompositör Erik Johnsson, sång och piano Gaby Stenberg
- Foxtrot (Johnsson), kompositör Erik Johnsson, dans Gaby Stenberg
- Jonathan, kompositör Eskil Eckert-Lundin, text Gardar, sång och dragspel Gaby Stenberg
- I min ensamhet, kompositör Albert Harris, text Gardar, sång Ulla Sallert
- I en liten barkbåt, kompositör Albert Harris, text Fritz Gustaf, sång Annalisa Ericson och Nils Poppe
- Suite Orientale, kompositör François Popy, instrumental.
- Torna a Surriento!, kompositör Ernesto De Curtis, text Giambattista De Curtis, instrumental.
- Jarabe tapatío, instrumental, dans Albert Gaubier och Annalisa Ericson
- The Donkey Serenade, kompositör Rudolf Friml, engelsk text Bob Wright och Chet Forrest svensk text Jokern, musikbearbetning Herbert Stothart, instrumental.
- Spansk galopp, instrumental.
- Fandango, kompositör Erik Johnsson
- Os pintinhos no terreiro (The Parrot), kompositör Zequinha de Abreu, text Enrico Barreiros, instrumental, dans Albert Gaubier och Annalisa Ericson
- Mar, kompositör Gabriel Ruiz, text Ricardo López Méndez, sång Ulla Sallert, dans Annalisa Ericson och Albert Gaubier.